# Liste des commandants de la Station spatiale internationale
Il s'agit d'une liste chronologique des commandants de la Station spatiale internationale. Un membre prédéterminé de l'ISS prend le commandement au départ du commandant précédent, à la fin d'une expédition, lors d'une petite cérémonie de passation. Leur responsabilité est définie par le Code de conduite de l'ISS, qui stipule que le commandant de l'ISS a une certaine autorité sur les opérations de l'ISS, mais devrait en dernier ressort remettre la plupart des décisions au directeur de vol.

## Responsabilités
- Effectuer des opérations dans ou sur l'ISS selon les instructions du directeur de vol et conformément aux règles de vol, aux plans et aux procédures
- Diriger les activités des membres d'équipage de l'ISS comme des membres d'une équipe unie et intégrée pour assurer la réussite de la mission
- Informer pleinement et avec précision le directeur de vol, en temps opportun, de la configuration de la station, de l'état, du commandement et des autres activités opérationnelles à bord de l'ISS (y compris les situations hors-valeur nominale ou d'urgence)
- Appliquer les procédures pour la sécurité physique et informationnelle des opérations et des données d'utilisation
- Maintenir l'ordre
- Assurer la sécurité, la santé et le bien-être de l'équipage, y compris le sauvetage et le retour de l'équipage
- Prendre toutes les mesures raisonnables nécessaires pour la protection des éléments, équipements ou charges utiles de l’ISS [1]

## Liste
| Expédition    | Insigne | Portrait          | Commandant               | Début              | Fin                                                                                              | Notes                                                                      |
| ------------- | ------- | ----------------- | ------------------------ | ------------------ | ------------------------------------------------------------------------------------------------ | -------------------------------------------------------------------------- |
| Expédition 1  |         |                   | William Shepherd         | 31 octobre 2000    | 19 mars 2001                                                                                     | Premier commandant américain de l'ISS.                                     |
| Expédition 2  |         |                   | Iouri Oussatchiov        | 19 mars 2001       | 18 août 2001                                                                                     | Premier commandant russe de l'ISS                                          |
| Expédition 3  |         |                   | Frank L. Culbertson, Jr. | 18 août 2001       | 13 décembre 2001                                                                                 | Seul américain à bord de l'ISS pendant les attentats du 11 septembre 2001  |
| Expédition 4  |         |                   | Iouri Onoufrienko        | 13 décembre 2001   | 10 juin 2002                                                                                     |                                                                            |
| Expédition 5  |         |                   | Valeri Korzoune          | 10 juin 2002       | 30 novembre 2002                                                                                 |                                                                            |
| Expédition 6  |         |                   | Kenneth Bowersox         | 30 novembre 2002   | 4 mai 2003                                                                                       |                                                                            |
| Expédition 7  |         |                   | Iouri Malentchenko       | 4 mai 2003         | 27 octobre 2003                                                                                  | Première personne à se marier dans l'espace                                |
| Expédition 8  |         |                   | Michael Foale            | 27 octobre 2003    | 26 avril 2004                                                                                    |                                                                            |
| Expédition 9  |         |                   | Guennadi Padalka         | 26 avril 2004      | 22 octobre 2004                                                                                  |                                                                            |
| Expédition 10 |         |                   | Leroy Chiao              | 22 octobre 2004    | 24 avril 2005                                                                                    | Premier commandant américain d'origine asiatique                           |
| Expédition 11 |         |                   | Sergueï Krikaliov        | 24 avril 2005      | 10 octobre 2005                                                                                  |                                                                            |
| Expédition 12 |         |                   | William S. McArthur, Jr. | 10 octobre 2005    | 7 avril 2006                                                                                     |                                                                            |
| Expédition 13 |         |                   | Pavel Vinogradov         | 7 avril 2006       | 27 septembre 2006                                                                                |                                                                            |
| Expédition 14 |         |                   | Michael López-Alegría    | 27 septembre 2006  | 17 avril 2007                                                                                    |                                                                            |
| Expédition 15 |         |                   | Fiodor Iourtchikhine     | 17 avril 2007      | 19 octobre 2007                                                                                  |                                                                            |
| Expédition 16 |         |                   | Peggy Whitson            | 19 octobre 2007    | 17 avril 2008                                                                                    | Première femme commandante de l'ISS.                                       |
| Expédition 17 |         |                   | Sergueï Volkov           | 17 avril 2008      | 22 octobre 2008                                                                                  | Plus jeune commandant de l'ISS (35 ans).                                   |
| Expédition 18 |         |                   | Michael Fincke           | 22 octobre 2008    | 2 avril 2009                                                                                     |                                                                            |
| Expédition 19 |         |                   | Guennadi Padalka         | 2 avril 2009       | 9 octobre 2009                                                                                   | Commandant pour la 2e fois.                                                |
| Expédition 20 |         |                   | Guennadi Padalka         | 2 avril 2009       | 9 octobre 2009                                                                                   | Commandant pour la 2e fois.                                                |
| Expédition 21 |         |                   | Frank De Winne           | 9 octobre 2009     | 1er décembre 2009                                                                                | Premier Belge et premier astronaute de l'ESA à commander l'ISS.            |
| Expédition 22 |         |                   | Jeffrey Williams         | 1er décembre 2009  | 17 mars 2010                                                                                     |                                                                            |
| Expédition 23 |         |                   | Oleg Kotov               | 17 mars 2010       | 2 juin 2010                                                                                      |                                                                            |
| Expédition 24 |         |                   | Alexandre Skvortsov      | 2 juin 2010        | 22 septembre 2010                                                                                |                                                                            |
| Expédition 25 |         |                   | Douglas H. Wheelock      | 22 septembre 2010  | 24 novembre 2010                                                                                 |                                                                            |
| Expédition 26 |         |                   | Scott Kelly              | 24 novembre 2010   | 13 mars 2011                                                                                     |                                                                            |
| Expédition 27 |         |                   | Dmitri Kondratiev        | 13 mars 2011       | 22 mai 2011                                                                                      |                                                                            |
| Expédition 28 |         |                   | Andreï Borissenko        | 22 mai 2011        | 14 septembre 2011                                                                                |                                                                            |
| Expédition 29 |         |                   | Michael E. Fossum        | 14 septembre 2011  | 20 novembre 2011                                                                                 |                                                                            |
| Expédition 30 |         |                   | Daniel C. Burbank        | 20 novembre 2011   | 25 avril 2012                                                                                    |                                                                            |
| Expédition 31 |         |                   | Oleg Kononenko           | 25 avril 2012      | 1er juillet 2012                                                                                 |                                                                            |
| Expédition 32 |         |                   | Guennadi Padalka         | 1er juillet 2012   | 15 septembre 2012                                                                                | Commandant pour la 3e fois.                                                |
| Expédition 33 |         |                   | Sunita Williams          | 15 septembre 2012  | 17 novembre 2012                                                                                 |                                                                            |
| Expédition 34 |         |                   | Kevin A. Ford            | 17 novembre 2012   | 13 mars 2013                                                                                     |                                                                            |
| Expédition 35 |         |                   | Chris Hadfield           | 13 mars 2013       | 13 mai 2013                                                                                      | Premier commandant canadien de l'ISS.                                      |
| Expédition 36 |         |                   | Pavel Vinogradov         | 13 mai 2013        | 9 septembre 2013                                                                                 | Commandant pour la 2e fois.                                                |
| Expédition 37 |         |                   | Fiodor Iourtchikhine     | 9 septembre 2013   | 10 novembre 2013                                                                                 | Commandant pour la 2e fois.                                                |
| Expédition 38 |         |                   | Oleg Kotov               | 10 novembre 2013   | 9 mars 2014                                                                                      | Commandant pour la 2e fois.                                                |
| Expédition 39 |         |                   | Kōichi Wakata            | 9 mars 2014        | 12 mai 2014                                                                                      | Premier commandant japonais de l'ISS.                                      |
| Expédition 40 |         |                   | Steven Swanson           | 12 mai 2014        | 9 septembre 2014                                                                                 |                                                                            |
| Expédition 41 |         |                   | Maxime Souraïev          | 9 septembre 2014   | 10 novembre 2014                                                                                 |                                                                            |
| Expédition 42 |         |                   | Barry Wilmore            | 10 novembre 2014   | 10 mars 2015                                                                                     |                                                                            |
| Expédition 43 |         |                   | Terry Virts              | 10 mars 2015       | 10 juin 2015                                                                                     |                                                                            |
| Expédition 44 |         |                   | Guennadi Padalka         | 10 juin 2015       | 5 septembre 2015                                                                                 | Commandant pour la 4e fois.                                                |
| Expédition 45 |         |                   | Scott Kelly              | 5 septembre 2015   | 29 février 2016                                                                                  | Commandant pour la 2e fois.                                                |
| Expédition 46 |         |                   | Scott Kelly              | 5 septembre 2015   | 29 février 2016                                                                                  | Commandant pour la 2e fois.                                                |
| Expédition 47 |         |                   | Timothy Kopra            | 29 février 2016    | 17 juin 2016                                                                                     |                                                                            |
| Expédition 48 |         |                   | Jeffrey Williams         | 17 juin 2016       | 5 septembre 2016                                                                                 | Commandant pour la 2e fois.                                                |
| Expédition 49 |         |                   | Anatoli Ivanichine       | 5 septembre 2016   | 28 octobre 2016                                                                                  |                                                                            |
| Expédition 50 |         |                   | Robert Shane Kimbrough   | 28 octobre 2016    | 9 avril 2017                                                                                     |                                                                            |
| Expédition 51 |         |                   | Peggy Whitson            | 9 avril 2017       | 1er juin 2017                                                                                    | Commandante pour la 2e fois.                                               |
| Expédition 52 |         |                   | Fiodor Iourtchikhine     | 1er juin 2017      | 1er septembre 2017                                                                               | Commandant pour la 3e fois.                                                |
| Expédition 53 |         |                   | Randolph Bresnik         | 1er septembre 2017 | 13 décembre 2017                                                                                 |                                                                            |
| Expédition 54 |         |                   | Alexandre Missourkine    | 13 décembre 2017   | 26 février 2018                                                                                  |                                                                            |
| Expédition 55 |         |                   | Anton Chkaplerov         | 26 février 2018    | 1er juin 2018                                                                                    |                                                                            |
| Expédition 56 |         |                   | Andrew Feustel           | 1er juin 2018      | 4 octobre 2018                                                                                   |                                                                            |
| Expédition 57 |         |                   | Alexander Gerst          | 4 octobre 2018     | 18 décembre 2018                                                                                 | Premier commandant allemand de l'ISS et 2e plus jeune commandant (42 ans). |
| Expédition 58 |         |                   | Oleg Kononenko           | 18 décembre 2018   | 24 juin 2019                                                                                     | Commandant pour la 2e fois.                                                |
| Expédition 59 |         |                   | Oleg Kononenko           | 18 décembre 2018   | 24 juin 2019                                                                                     | Commandant pour la 2e fois.                                                |
| Expédition 60 |         |                   | Alexeï Ovtchinine        | 24 juin 2019       | 2 octobre 2019                                                                                   |                                                                            |
| Expédition 61 |         |                   | Luca Parmitano           | 2 octobre 2019     | 6 février 2020                                                                                   | Premier commandant italien de l'ISS.                                       |
| Expédition 62 |         |                   | Oleg Skripotchka         | 6 février 2020     | 15 avril 2020                                                                                    |                                                                            |
| Expédition 63 |         |                   | Christopher Cassidy      | 15 avril 2020      | 21 octobre 2020                                                                                  |                                                                            |
| Expédition 64 |         |                   | Sergueï Ryjikov,         | 21 octobre 2020    | 15 avril 2021                                                                                    |                                                                            |
| Expédition 65 |         |                   | Shannon Walker           | 15 avril 2021      | 27 avril 2021                                                                                    | Commandement le plus court de l'ISS (11 jours).                            |
| Expédition 65 |         | Akihiko Hoshide   | 27 avril 2021            | 4 octobre 2021     |                                                                                                  |                                                                            |
| Expédition 65 |         | Thomas Pesquet    | 4 octobre 2021           | 8 novembre 2021    | Premier commandant français de l'ISS.                                                            |                                                                            |
| Expédition 66 |         |                   | Anton Chkaplerov         | 8 novembre 2021    | 30 mars 2022                                                                                     | Commandant pour la 2e fois.                                                |
| Expédition 67 |         |                   | Thomas Marshburn         | 30 mars 2022       | 4 mai 2022                                                                                       |                                                                            |
| Expédition 67 |         | Oleg Artemiev     | 4 mai 2022               | 28 septembre 2022  |                                                                                                  |                                                                            |
| Expédition 68 |         |                   | Samantha Cristoforetti   | 28 septembre 2022  | 12 octobre 2022                                                                                  |                                                                            |
| Expédition 68 |         | Sergueï Prokopiev | 12 octobre 2022          | 27 septembre 2023  |                                                                                                  |                                                                            |
| Expédition 69 |         | Sergueï Prokopiev | 12 octobre 2022          | 27 septembre 2023  |                                                                                                  |                                                                            |
| Expédition 70 |         |                   | Andreas Mogensen         | 27 septembre 2023  | 10 mars 2024                                                                                     | Premier commandant danois de l'ISS.                                        |
| Expédition 70 |         | Oleg Kononenko    | 10 mars 2024             | 22 septembre 2024  | Commandant pour la 3e fois. Il détient le record actuel de présence dans l'espace (1 110 jours). |                                                                            |
| Expédition 71 |         | Oleg Kononenko    | 10 mars 2024             | 22 septembre 2024  |                                                                                                  |                                                                            |
| Expédition 72 |         |                   | Sunita Williams          | 22 septembre 2024  | 7 mars 2025                                                                                      | Commandante pour la 2e fois.                                               |
| Expédition 72 |         | Alexeï Ovtchinine | 7 mars 2025              | 18 avril 2025      | Commandant pour la 2e fois.                                                                      |                                                                            |
| Expédition 73 |         |                   | Takuya Onishi            | 18 avril 2025      | en fonction                                                                                      |                                                                            |

### Futurs commandants
| Expéditions futures | Insigne | Portrait | Commandant | Début prévu | Fin prévue | Remarques |
| ------------------- | ------- | -------- | ---------- | ----------- | ---------- | --------- |

## Statistiques
La station a été commandée par un Russe à 32 reprises, ainsi que 28 fois par un Américain. Trois Japonais, deux Italiens, un Allemand, un Belge, un Britannique, un Canadien, un Danois et un Français ont commandé la station une fois chacun.
Guennadi Padalka a commandé la station à quatre reprises, plus que tout autre membre de l'ISS.
Fiodor Iourtchikhine et Oleg Kononenko ont commandé la station trois fois chacun. Anton Chkaplerov, Scott Kelly, Oleg Kotov, Pavel Vinogradov, Peggy Whitson, Jeffrey Williams, Sunita Williams et Alexeï Ovtchinine ont commandé la station à deux reprises chacun.
La station a été commandée au total par 59 astronautes dont quatre femmes et un binational américano-britannique.
|             | Femmes | Hommes | Total |
| ----------- | ------ | ------ | ----- |
| Allemagne   | —      | 1      | 1     |
| Belgique    | —      | 1      | 1     |
| Canada      | —      | 1      | 1     |
| Danemark    | —      | 1      | 1     |
| États-Unis  | 3      | 22     | 25    |
| France      | —      | 1      | 1     |
| Italie      | 1      | 1      | 2     |
| Japon       | —      | 3      | 3     |
| Royaume-Uni | —      | 1      | 1     |
| Russie      | —      | 23     | 23    |
| Total       | 4      | 55     | 59    |